# 翠亨路
翠亨路（Cueiheng Rd.）為高雄市前鎮區到小港區的重要幹道，本道路分南、北路。起端為鎮興路，末端為小港路。

## 行經行政區域
（由北至南）
- 前鎮區
- 鳳山區
- 前鎮區
- 小港區

## 分段
- 翠亨北路：北起於鎮興路口，南於漁港路口（中山高速公路高雄端）接翠亨南路。
- 翠亨南路：北於漁港路（中山高速公路高雄端）接翠亨北路，南止於小港路口。

## 沿線設施
（由北至南）
- 翠亨北路
  - 前鎮河河畔公園
  - 前鎮河翠亨橋
  - 高雄市原住民服務中心
  - 高雄市政府勞工局
  - 捷運前鎮高中站
  - 永安宮
  - 中山高速公路高雄端
- 翠亨南路
  - 明正社區
  - 捷運草衙站
  - 高雄市前鎮區明正國小 （页面存档备份，存于）
  - 高雄國際花卉公司
  - 港和國小

### 鄰近商圈
- 五甲商圈

## 公車資訊
- 港都客運
  - 12 小港站－高雄火車站
  - 紅9 旗津幹線 前鎮站－旗津輪渡站
- 東南客運
  - 紅6 捷運草衙站－小港站

## 公共自行車
- 高雄市公共自行車租賃系統：
  - 原住民故事館：翠亨北路390號(對面)
  - 高雄市勞工局：鎮中路6號(翠亨北路側人行道)
  - 捷運前鎮高中站(1號出口)：翠亨北路/鎮中路口(東南角)
  - 翠亨北漁港路口：翠亨北路/漁港路(西北側)
  - 捷運草衙站(4號出口)：南衙路南二巷146號(捷運草衙站4號出口旁人行道)
  - 捷運草衙站(1號出口)：翠亨南路/中平路口(西南角)
  - 翠平公園：翠亨南豐田街口東南側

## 內部連結
- 高雄市主要道路列表